# Pandoro (figlio di Eretteo)
Pandoro (in greco antico: Πάνδωρος?, Pàndōros) è un personaggio della mitologia greca, figlio di Eretteo e Prassitea e fu fratello di Cecrope (che fu re di Atene) Orneo e Metione.
È il padre di Dios, fondatore della città di Dios.

## Mitologia
Dopo la destituzione del fratello Cecrope da re di Atene da parte dei fratelli Orneo e Metione ed il suo ritiro sull'isola di Eubea, Pandoro si riunì al fratello ed insieme fondarono Calcide ed Eretria.